# Epicypta lenguasi
Epicypta lenguasi är en tvåvingeart som beskrevs av Lane 1954. Epicypta lenguasi ingår i släktet Epicypta och familjen svampmyggor. Inga underarter finns listade i Catalogue of Life.